# Хардман, Деннис
Деннис Роско Хардман (англ. Dennis Roscoe Hardman; род. 9 апреля 1943) — зимбабвийский спортивный стрелок. Участник летних Олимпийских игр 1980 и 1984 годов.

## Биография
Деннис Хардман родился 9 апреля 1943 года.
В 1980 году вошёл в состав сборной Зимбабве на летних Олимпийских играх в Москве. В стрельбе из мелкокалиберной винтовки с трёх позиций с 50 метров поделил 30-31-е места с Оскаром Касересом из Перу, набрав 1117 очков и уступив 56 очков завоевавшему золото Виктору Власову из СССР. В стрельбе из мелкокалиберной винтовки лёжа с 50 метров поделил 25-31-е места, выбив 592 очка и уступив 7 очков победителю Карою Варге из Венгрии.
В 1984 году вошёл в состав сборной Зимбабве на летних Олимпийских играх в Лос-Анджелесе. В стрельбе из пневматической винтовки с 10 метров занял 49-е место, выбив 548 очков и уступив 41 очко завоевавшему золото Филиппу Эберле из Франции. В стрельбе из мелкокалиберной винтовки с трёх позиций с 50 метров занял 43-е место, набрав 1101 очко и уступив 72 очка ставшему чемпионом Малкольму Куперу из Великобритании. В стрельбе из мелкокалиберной винтовки лёжа с 50 метров поделил 67-68-е места с Захером Аль-Джамуди из Омана, выбив 569 очков и проиграв 30 очков победителю Эду Этцелу из США.